# 第10回ベルリン国際映画祭
第10回ベルリン国際映画祭は1960年6月24日から7月5日まで開催された。

## 概要
1960年代はヌーヴェルヴァーグやニュー・ジャーマン・シネマの動きが活発になっていった時代であり、1960年代のベルリン国際映画祭においてもその動きが認められた。
金熊賞はスペイン映画が選ばれたが、コンペティション部門には日本映画2作をはじめとして韓国、フィリピン、タイ、インドからの作品も上映され、アジア映画の存在を印象付けた。

## 受賞
- 金熊賞：『ラサリーリョ・デ・トルメスの生涯』（セサール・フェルナンデス・アルダヴィン）
- 銀熊賞
  - 審査員特別賞：『Les Jeux de l'amour』 （フィリップ・ド・ブロカ）
  - 監督賞：ジャン＝リュック・ゴダール （『勝手にしやがれ』）
  - 男優賞：フレデリック・マーチ （『風の遺産』）
  - 女優賞：ジュリエット・メニエル （『Kirmes』）

## 上映作品

### コンペティション部門
長編映画のみ記載。アルファベット順。邦題がついていない場合は原題の下に英題。
| 題名 原題                                                              | 監督                                                               | 製作国                  |
| ---------------------------------------------------------------------- | ------------------------------------------------------------------ | ----------------------- |
| 勝手にしやがれ À bout de souffle                                       | ジャン＝リュック・ゴダール                                         | フランス                |
| Biyaya ng lupa (Blessings of the Land)                                 | マヌエル・シロス                                                   | フィリピン              |
| シンデレラ Cinderella                                                  | クライド・ジェロニミ ウィルフレッド・ジャクソン ハミルトン・ラスク | アメリカ合衆国          |
| Das Glas Wasser (A Glass of Water)                                     | ヘルムート・コイトナー                                             | 西ドイツ                |
| Doaa al-Karawan (The Curlew's Cry)                                     | ヘンリー・バラカート                                               | エジプト                |
| ラサリーリョ・デ・トルメスの生涯 El Lazarillo de Tormes                | セサール・フェルナンデス・アルダヴィン                             | スペイン                |
| Eroica (Our Last Spring)                                               | マイケル・カコヤニス                                               | ギリシャ                |
| Fin de fiesta (The Party Is Over)                                      | レオポルド・トーレ・ニルソン                                       | アルゼンチン            |
| 구름은 흘러가도 (Gureumeun heulleogado) (Even the Clouds Are Drifting) | ユ・ヒョンモク                                                     | 韓国                    |
| Il Mattatore                                                           | ディーノ・リージ                                                   | イタリア フランス       |
| 風の遺産 Inherit the Wind                                              | スタンリー・クレイマー                                             | アメリカ合衆国          |
| 女経                                                                   | 増村保造 吉村公三郎 市川崑                                         | 日本                    |
| Kaks' tavallista Lahtista                                              | ヴィレ・サルミネン                                                 | フィンランド            |
| Kirmes (The Fair)                                                      | ヴォルフガング・シュタウテ                                         | 西ドイツ フランス       |
| Les Jeux de l'amour (The Love Game)                                    | フィリップ・ド・ブロカ                                             | フランス                |
| My Slave                                                               | Ubol Yugala                                                        | タイ                    |
| Nai Kiran                                                              | S・M・アガ                                                         | パキスタン              |
| にあんちゃん                                                           | 今村昌平                                                           | 日本                    |
| スリ Pickpocket                                                        | ロベール・ブレッソン                                               | フランス                |
| Puberun                                                                | プラバット・ムケルジー                                             | インド                  |
| 全艦船を撃沈せよ Sotto dieci bandiere                                  | ドゥイリオ・コレッティ                                             | イタリア アメリカ合衆国 |
| Sängkammartjuven                                                       | Göran Gentele                                                      | スウェーデン            |
| The Angry Silence                                                      | ガイ・グリーン                                                     | イギリス                |
| Tro, håb og trolddom (Faith, Hope and Witchcraft)                      | エィック・バーリン                                                 | デンマーク              |
| Venner (Struggle for Eagle Peak)                                       | タンクレット・イプセン                                             | ノルウェー              |
| 荒れ狂う河 Wild RIver                                                  | エリア・カザン                                                     | アメリカ合衆国          |

1. ↑  イプセンおよびビョルンソンの孫

## 審査員
- ハロルド・ロイド （アメリカ/俳優）
- ジョルジュ・オーリック （フランス/作曲家）
- ヘンリー・リード （イギリス/作曲家）
- ヴェルナー・R・ハイマン （西ドイツ/作曲家）
- ソーラブ・モディ （Sohrab Modi、インド/監督）
- フランク・ヴィスバール （西ドイツ/監督）
- フロリス・ルイージ・アマンナティ （Floris Luigi Ammannati、イタリア/ヴェネツィア・ビエンナーレ運営委員）
- 今日出海 （日本/作家）
- ホアキン・デ・エントランバサグァス （Joaquín de Entrambasaguas、スペイン/文献学者）
- ゲオルク・ラムゼーガー （Georg Ramseger （西ドイツ/）
- エヴァ・スタール （Eva Staar、西ドイツ/）